# Pyranthus alasoa
Pyranthus alasoa là một loài thực vật có hoa trong họ Đậu. Loài này được Du Puy & Labat miêu tả khoa học đầu tiên.